# Pergamon

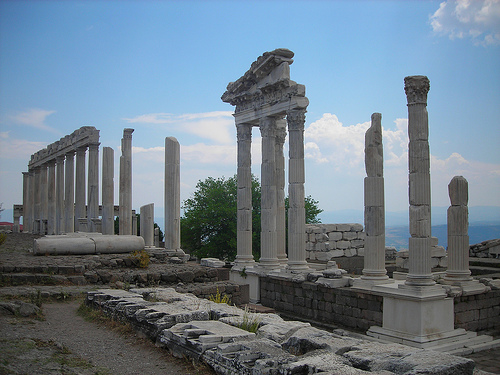
Rekonstruovaný Traianův chrám v Pergamu

Pergamon (řecky Πέργαμος), případně Pergamum, byla starověká řecká obec na území Mýsie v severozápadní Malé Asii. Toto město, jež se rozkládalo na útesu vypínajícím se na severním břehu řeky Kaikos (dnešní Bakırçay), asi ve vzdálenosti 25 kilometrů od břehů Egejského moře, se stalo centrem mocného a významného helénistického království, kterému mezi léty 282 až 133 př. n. l. vládla dynastie Attalovců. V současnosti se zde nachází turecké město Bergama.

## Dějiny

### Nástup Attalovců
Podle legendy založili Pergamon kolonisté z Arkádie vedení Télefem, jedním z Héraklových synů. Télefova matka Augé sloužila jako kněžka bohyně Athény ve městě Tegea, přičemž je třeba zmínit, že Athéna Polias byla patronkou Pergamu. Tento mýtus tudíž spojuje arkádský původ obyvatel Pergamu s tvrzením, že zakladatel města byl synem kněžky pergamského ochranného božstva. Pergamon není v historických análech nijak zmiňován až do doby Xenofónta, za něhož se prý na vrcholu pergamské skály rozkládalo malé opevněné město. Na důležitosti získal Pergamon teprve na počátku 3. století př. n. l., kdy jeden z Alexandrových nástupců, Lýsimachos, uložil do této pevnosti svůj poklad, ohromnou sumu 9000 talentů, jejímž hlídáním pověřil eunucha Filetaira. V roce 282 př. n. l. se ale Filetairos v důsledku intrik na Lýsimachově dvoře vzbouřil a přešel na stranu Seleuka I. Jelikož Lýsimachos padl dříve, než mohl tuto vzpouru potlačit, stal se Pergamon centrem malého, fakticky nezávislého státu. Částečně díky obratné diplomacii, využívající napětí mezi soupeřícími helénistickými králi, částečně v důsledku zmatků vyvolaných příchodem Keltů do Malé Asie se Filetairovi podařilo udržet poměrně dobré vztahy se svými sousedy.
Po Filetairově smrti v roce 263 př. n. l. se vlády v Pergamu chopil jeho synovec Eumenés I., který teritoriálně rozšířil svojí doménu poté, co v roce 261 př. n. l. zvítězil nad seleukovským králem Antiochem I. v bitvě u Sard. Jeho nástupce Attalos I. dosáhl u pramene řeky Kaikos vítězství nad obávanými Galaty, pročež jako první z rodu Attalovců přijal královský titul. V letech 229 až 222 př. n. l. si pak podrobil značnou část Anatolie. Okolní monarchové, především seleukovští a bithýnští králové, však pohlíželi s nevraživostí na Attalův mocenský vzestup a zhruba kolem roku 222 př. n. l. pozbyl Pergamon většinu svého území v Malé Asii. Během první makedonské války podporoval Attalos od roku 212 př. n. l. nepřátele makedonského krále Filipa V., římskou republiku a aitólský spolek. V roce 201 př. n. l. se obrátil na Římany se žádostí o zakročení proti Filipově pokračující expanzi, načež byla zahájena druhá makedonská válka. Za Attalova panování se Pergamon povznesl mezi vůdčí helénistické státy. Kromě snahy o mocenský rozvoj království Attalos štědře podporoval rozvoj vědy a umění v četných řeckých obcích a ve svém sídle, jehož akropoli přebudoval podle athénského vzoru. Rostoucí bohatství Pergamu a králova záliba v monumentální oslavě svých vítězství vedla k rozmachu sochařské „pergamské školy“.

### Spojenectví s Římany

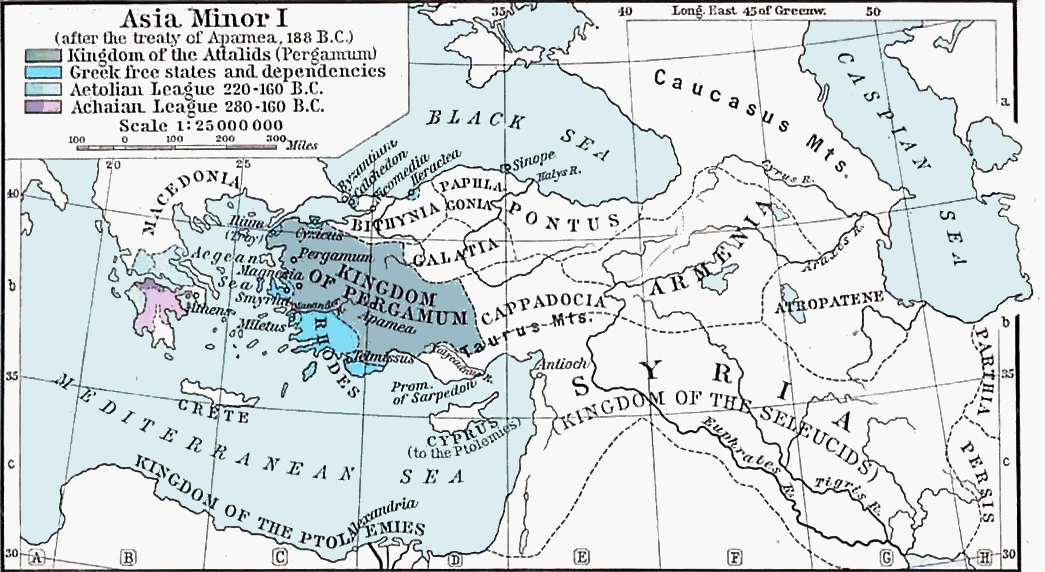
Pergamské království (vyznačené tmavě zeleně) v době svého největšího rozsahu v roce 188 př. n. l.

Attalovci vládli své říši moudře a prozíravě. Jejich královská rezidence se díky tomu proměnila z dobře chráněné tvrze ve výstavní metropoli a kulturní centrum helénistického světa, které se honosilo skvostnými chrámy a výtečnými veřejnými budovami. Zachovalo se mnoho dokladů, prokazujících péči Attalovců o prospěch a růst jim poddaných měst, jimž posílali zručné řemeslníky či promíjeli daně. Řeckým obcím, spadajícím do jejich domény, ponechali širokou autonomii. Navíc obdarovávali skvělými dary četná starobylá kulturní střediska v Řecku, zvláště Athény, Delfy a Délos. Bohatství kvetoucích měst attalovského království plynulo z obchodu a řemesel, zejména z tkalcovství, zatímco na venkově se rozkládaly obrovské plochy půdy obdělávané zástupy otroků, lesy oplývající dřevem a velké množství stříbrných dolů.
Proslulost Pergamu dosáhla svého vrcholu na počátku 2. století př. n. l., za vlády Eumena II., který navázal na prořímskou politiku svého otce. Po boku Římanů se účastnil války se seleukovským králem Antiochem III., v níž sehrál klíčovou roli v rozhodující bitvě u Magnésie. Za tyto své zásluhy byl na základě míru z Apameie z roku 188 př. n. l. odměněn seleukovským územím až k pohoří Taurus. Pergamské království poté zahrnovalo Mýsii, Lýdii, Pisídii, Pamfýlii a většinu Frýgie a Iónie. Ve třetí makedonské válce zůstal Eumenés loajálním spojencem Římanů v boji proti králi Perseovi. Přesto poslední léta Eumenovy vlády byla nepříznivě poznamenána nemilostí Římanů, kteří ke králi pozbyli důvěru. Polybios i Livius v této souvislosti spekulují o Eumenových tajných stycích s Perseem, jež ovšem nebyly nikdy prokázány. Eumenés II. byl skutečným zakladatelem pergamského královského kultu. Po roce 180 př. n. l. byl na pergamské akropoli vztyčen Velký Diův oltář, jenž připomínal Eumenovo vítězství nad Galaty.
Po Eumenovi nastoupil v roce 159 př. n. l. na trůn jeho bratr Attalos II. Tento zkušený vojevůdce a diplomat stál po většinu života věrně při svém bratrovi, ačkoli ho Římané pobízeli k jeho svržení. Do období jeho vlády spadá dokončení Pergamského oltáře započatého Eumenem. Rovněž nechal rekonstruovat po něm pojmenovanou Attalovu stou v Athénách. V roce 138 př. n. l. se ujal moci syn Eumena II., Attalos III. Tento podivínský a bezdětný král odkázal ve své závěti pergamské království římskému lidu. Po Attalově smrti v roce 133 př. n. l. se Pergamon pokusil ovládnout jeho nevlastní bratr Aristoníkos. S podporu chudiny a vzbouřených otroků zorganizoval lidové povstání, namířené proti Římanům, přičemž celé toto hnutí mělo výrazný sociální podtext. Po počátečních neúspěších se Římanům podařilo Aristoníka dopadnout, načež byl v roce 129 př. n. l. v Římě popraven. Většina teritoria pergamské říše byla poté přeměněna v provincii Asii.

### Pozdější vývoj
V prvních dvou staletích římské nadvlády setrvával Pergamon v pozici hlavního města provincie a později představoval společně s Efesem a Smyrnou nejdůležitější obchodní a kulturní středisko Asie. Na konci 1. století př. n. l. zde byl vztyčen jedinečný chrám, zasvěcený Augustovi, jenž se stal centrem kultu tohoto císaře. Pergamon byl také jedním z hlavních sídel uctívání boha léčitelství Asklépia. Císařové Traianus a Hadrianus finančně podpořili Pergamon a nechali rekonstruovat místní chrámy. V dobách raných křesťanů patřil Pergamon mezi významná střediska církve. Utužení císařského centralismu a pozvolný úpadek římské moci v období pozdní antiky měly negativní dopad na hospodářský vývoj města, které tak pozbylo mnoho ze své někdejší velikosti. V byzantských dobách razantně poklesl počet jeho obyvatel, neboť Pergamští opustili v důsledku ničivých arabských nájezdů níže položené „nové město“. V roce 716 byl Pergamon vypleněn Araby a na počátku 14. století připadl Osmanské říši.

## Významné stavby

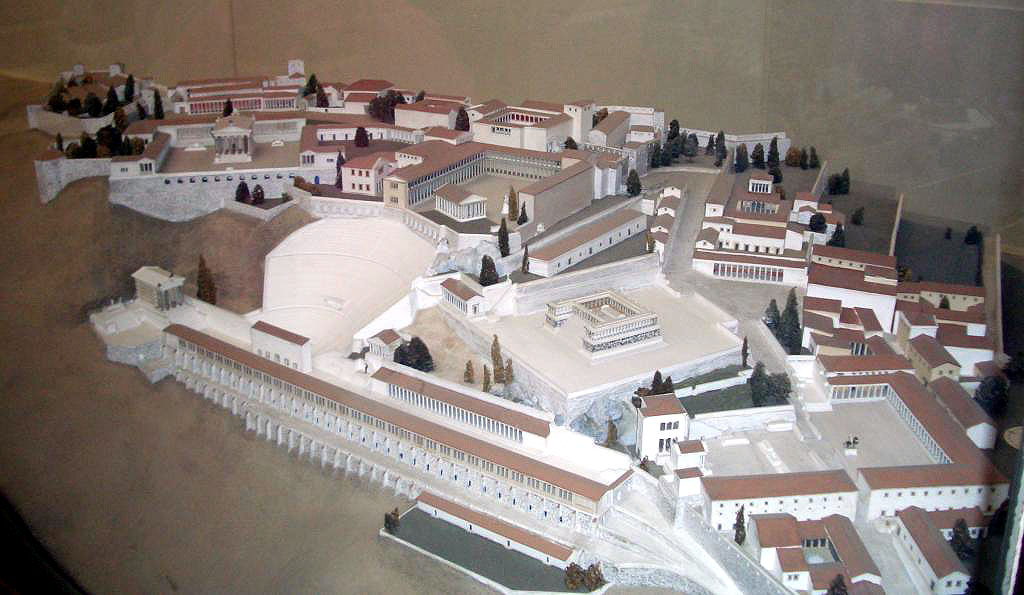
Model Pergamu v berlínském Pergamském muzeu

Lokalita antického města se po roce 1878 stala místem rozsáhlých výkopových pracích, iniciovaných Berlínským muzeem. Prvním impulzem k této činnosti byl nález části vlysu, získaného z hradeb města Bergama a dodaného v roce 1873 do Berlína. Zkoumáním tohoto materiálu bylo zjištěno, že se jedná o součást Velkého Diova oltáře budovaného Eumenem II. Na něm byl znázorněn zápas bohů a gigantů (gigantomachie), symbolizující boj mezi pergamskými Řeky a barbarskými Galaty. Vykopávky na jižním konci akropole vedly k objevu vlastního oltáře a zbytků vlysu, které byly zrestaurovány a vystaveny v Pergamonském muzeu v Berlíně. Tyto plastiky se svým propracovaným znázorněním emocí představovaly nejlépe dochované dílo pergamské školy, jež v tomto směru překonávala všechny předchozí řecké sochařské školy. Vrchol pergamské akropole, tzv. „staré město“, byl tvořen tržištěm – Horní agorou, která ležela na jižní straně, a královským palácem na severu. Mezi nimi se nacházel Velký Diův oltář, který autor Apokalypsy označil za „trůn satanův“ a jehož základy dosud zůstávají na akropoli, dále Dionýsův chrám, hexastylový dórský chrám bohyně Athény na východě, divadlo s dlouhou terasou na západě, Pergamská knihovna a velký, v korintském stylu postavený Trajánův chrám (Trajaneum).
Nalézal se tu rovněž Heroon – svatyně, v níž byli uctíváni králové, především Attalos I. a Eumenés II. Pergamská knihovna soupeřila s knihovnou Alexandrijskou a byla druhou nejskvělejší knihovnou antické řecké civilizace. Když Ptolemaiovci na počátku 2. století př. n. l. zastavili vývoz papyru, aby poškodili své pergamské konkurenty, vynalezli Pergamští nový materiál vhodný k uchování textů, nazývaný pergaminus či pergamena (pergamen). Pergamská knihovna prý obsahovala kolem 200 000 svitků, které však Marcus Antonius věnoval ptolemaiovské královně Kleopatře jako svatební dar. Pergamské divadlo dokázalo pojmout 10 000 diváků a vyznačovalo se nejstrmějšími sedadly mezi všemi známými antickými divadly. V nižších patrech akropole stálo gymnasion a chrám Démétry. „Nové město“, část Pergamu, obývaná obchodníky, řemeslníky a chudinou, se rozkládala pod akropolí, nedaleko Velké Eumenovy brány. V současnosti zaujímá tento prostor město Bergama. Tři kilometry jižně od akropole se nacházel Asklépion, proslulá svatyně boha Asklépia. Toto místo navštěvovali nemocní lidé ze vzdálených koutů říše, aby se zde dotázali na radu Asklépiových kněží a vykonali koupel ve vodách posvátných pramenů, jež jim měly přinést uzdravení. O působivých léčivých účincích těchto lázní se ve 2. století zmiňoval i lékař Galénos.